# Baron Truro
Baronowie Truro 1. kreacji (parostwo Zjednoczonego Królestwa)
- 1850–1855: Thomas Wilde, 1. baron Truro
- 1855–1891: Charles Robert Claude Wilde, 2. baron Truro
- 1891–1899: Thomas Montague Morrison Wilde, 3. baron Truro